# ناحیه الیگانی، شهرستان باتلر، پنسیلوانیا
شهرستان الیگانی، بخش باتلر، پنسیلوانیا (به انگلیسی: Allegheny Township, Butler County, Pennsylvania) یک منطقهٔ مسکونی در ایالات متحده آمریکا است که در پنسیلوانیا واقع شده‌است.

## خصوصیات
شهرستان الیگانی ۶۲٫۷ کیلومترمربع مساحت و ۵۵۵ نفر جمعیت دارد.